# Canalipalpata
Canalipalpata ist der Name einer Ordnung meist sessiler und röhrenbauender, als Filtrierer lebender Vielborster (Polychaeta) in der Unterklasse Palpata, die in Meeren weltweit zu finden sind.

## Merkmale
Die Canalipalpata besitzen weder Zähne noch Kiefer. An ihren am Prostomium sitzenden Palpen befindet sich eine Wimpernrinne mit zahlreichen Cilien, mit denen aus dem Wasser aufgefangene kleine Nahrungspartikel, meist Detritus, zum Mund transportiert werden. Durch die Wimpernrinne haben die Palpen einen u-förmigen Querschnitt. Lediglich bei den Siboglinidae, die sich ausschließlich über eine Symbiose mit Bakterien ernähren und deshalb keine Nahrung von außen benötigen, fehlen diese Wimpernrinnen.

## Verbreitung, Lebensraum und Lebensweise
Die Spionida sind in Meeren weltweit verbreitet und leben sowohl auf weichen als auch auf harten Substraten, wo sie ihre Wohnröhren bauen und so als sessile Tiere leben. Sie ernähren sich als Filtrierer von Detritus und Phytoplankton, das sie mit ihren Palpen aus der Meeresströmung auffangen und durch Wimperntätigkeit an den Palpen zum Mund transportieren.

## Systematik
Die Ordnung Canalipalpata bildet laut der Systematik nach Rouse & Fauchald von 1998 mit ihrer Schwestergruppe, den Aciculata, die Unterklasse Palpata.
Laut dieser Systematik gehören zur Ordnung Canalipalpata die Unterordnungen Sabellida, Terebellida und Spionida mit nachfolgenden Familien:
- Sabellida
  - Siboglinidae (ehemalige Tierstämme Pogonophora und Vestimentifera)
  - Sabellariidae
  - Sabellidae
  - Serpulidae
  - Oweniidae
- Terebellida
  - Acrocirridae
  - Flabelligeridae
  - Cirratulidae
  - Alvinellidae
  - Ampharetidae
  - Pectinariidae
  - Terebellidae
  - Trichobranchidae
- Spionida
  - Apistobranchidae
  - Spionidae
  - Trochochaetidae
  - Longosomatidae
  - Magelonidae
  - Poecilochaetidae
  - Chaetopteridae